# Panos Kourtzis

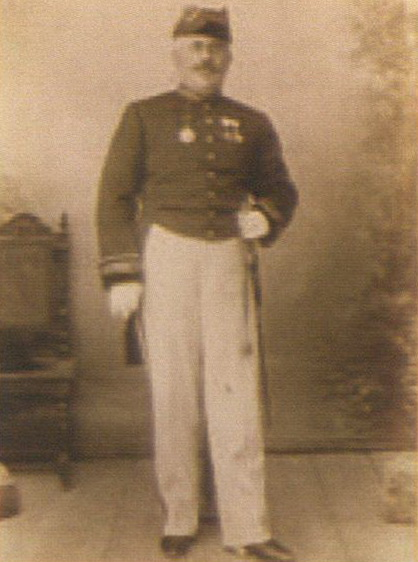
Panos Kourtzis in Diplomatenuniform (1912)

Panos M. Kourtzis oder Panos M. Courdgis (griechisch Πάνος Μ. Κουρτζής) (* 1850 in Mytilini, Lesbos, Osmanisches Reich; † 1931) war ein griechisch-osmanischer Unternehmer, Bankier und Reeder.
Er wurde 1850 in Mytilini auf Lesbos geboren. 1867 zog er nach Istanbul um. 1880 erhielt er zusammen mit Georgios Zarifis das Patent zum Betreiben von Dampfschiffen am Goldenen Horn. 1883 gründete er deshalb die Aegean Steam Navigation P. M. Kourtzis & Co. Seine Dampfschiffe verbanden Istanbul mit Kreta, der Donau, Trabzon, Volos, Chios und Triest. Seine Besatzung bestand aus griechisch-osmanischen Matrosen.
1891 gründete er die Bank von Mytilini. Von 1896 bis 1928 war er deutscher Vizekonsul von Mytilini. Er besaß große Olivenplantagen auf Lesbos, in Ayvalık und Edremit und Kohleminen in Kozlu, Zonguldak und Karadeniz Ereğli.
Er wurde von dem Ökumenischen Patriarch von Konstantinopel für seine Wohltätigkeit geehrt. Außerdem erhielt er den osmanischen Mecidiye-Orden 4. Klasse, den preußischen Königlichen Kronen-Orden 4. Klasse, den italienischen Ritterorden der hl. Mauritius und Lazarus und den griechischen Erlöser-Orden für die Einführung der ägäischen Dampfschifffahrt.

## Familie
1891 heiratete er Myrsinio P. Vasileiou. Sie hatten zwei Söhne Mitsas und Giorgos. Panos Kourtzis starb 1931 und wurde in der Familienkapelle in Loutra Kourtzi auf Lesbos beigesetzt.